# 青白江站
青白江站是位于四川省成都市青白江区弥牟镇的一个铁路车站，邮政编码610305。车站建于1955年，有宝成铁路经过该站，现仅办货运业务，客运业务于2010年停办。车站及其上下行区间均已电气化。车站距离宝鸡站641公里，隶属成都铁路局，是三等站。